# Олкан
Олкан (Болкан), епископ Деркенский (Bolcan, Olcan; умер после 480 года) — ирландский святой. Память празднуется 20 февраля.

## Жизнеописание
Святой Олкан был крещён св. Патриком и послан им учиться в Галлию. Патрик позже хиротонисал его во епископа Дерканского (Derkan) в замке Дансверик в округе Антрим Северной Ирландии. Память святого Олкана в основном связана с разными местами в этом округе.
В «Трёхчастном житии святого Патрика» содержатся сведения о конфликте между этим «апостолом Ирландии» и Олканом. Житие сообщает, что во времена Олкана Ульстером правил король Саран мак Коэлбад, ярый язычник, выступавший против миссионерской деятельности Патрика. Хотя все одиннадцать братьев Сарана (включая Кондлу и Фиахру) выказывали «апостолу Ирландии» великое уважение, по приказу короля тот был изгнан из Ульстера. За этот проступок Патрик проклял своего преследователя, провозгласив, что тот никогда не попадёт в рай и никто из его потомков не удостоится чести унаследовать отцовские владения.
Вскоре после этого Саран мак Коэлбад захватил во время похода в Дал Риаду множество пленных. Узнав о страданиях узников, святой Олкан обратился к королю с просьбой дать пленникам свободу, но тот готов был сделать это только в обмен на снятие с него проклятия, наложенного Патриком. В случае отказа король пообещал святому казнить всех захваченных в плен, а также убить всех священников, каких он найдёт в своих владениях. Эти угрозы заставили Олкана пойти против воли Патрика и клятвенно обещать Сарану полное искупление. Позднее, когда Олкан при встрече с Патриком рассказал об этом случае, «апостол Ирландии», придя в великий гнев, приказал задавить ослушника колесницей и только заступничество возницы спасло Олкана от гибели.
Известна школа св. Олкана, которая была одной из наиболее оснащённых на острове. В честь св. Олкана также была названа школа в Рандалстауне в том же округе, открытая в 1958 году.

## Церковь Крэнфильда и святой источник
Считается, что святой был погребён в земле, привезённой из Рима, в церкви Крэнфильда (Cranfield Church). Руины этой церкви постройки XIII века располагаются на берегу озера Лох-Ней (Lough Neagh) возле Чёрчтауна у Крэнфильда (Churchtown Point, Cranfield), где известен целебный источник, связанный с его именем.

## Болкан из Килмойла
Упоминая о св. Болкане, Джон Колган в Acta Sancto rum, p. 377, n. говорит, в Ирландии был иной святой с таким именем, который почитаем в Килл-кусле (Kill-chusle), графство Роскоммон (Roscommon). Он также упоминается Тиреханом и Энгом (Aengus) среди пресвитеров и настоятелей, бывших учениками св. Патрика, поминаемого 4 июля. Албан Батлер сообщает, что его мощи пребывают в Килморе, где стоял его монастырь. Ланиган (John Lanigan) в Eccl. ist. Ir. i. 256, 344 называет его Олкан из Килмойла (Kilmoyle). Он особо почитаем в Элфинской епархии (Elphin).